# الانتخابات الرئاسية الغينية 2010
انتخابات الرئاسة الغينية 2010 هي الانتخابات الرئاسية التي جرت في 27 يونيو 2010، و7 نوفمبر 2010، في غينيا، فاز بالانتخابات ألفا كوندي.